# 1992

## Събития
- Градовете Алоя, Броцени, Дагда, Икшкиле, Лиелварде и Лубана в Латвия получават статут на град.
- Градовете Китее, Нивала и Ориматила във Финландия получават статут на град.
- Завършен е строежът на Банк ъф Америка Плаза.
- Основан е арменски футболен клуб от град Ереван ФК Пюник.
- Основан е Държавен пътуващ театър в София.
- Основан е мъжкият православен манастир Свети Рафаил, Николай и Ирина в Егейска Македония, Гърция.
- Основан е Тампа Бей Лайтнинг.
- Основан е футболен клуб Ерзу.
- Основан е футболният турнир за национални отбори Купа на конфедерациите.
- Основана е американската метъл група Стоун Саур.
- Основана е Беларуската висша лига.
- Основана е британско-американска хевиметъл група Fight.
- Основана е българската музиканлна група Акага.
- Основана е българската рок група „Сънрайз“.
- Основана е ежегодната литературна награда за най-добър руски роман Руски Букър по инициатива на Британския съвет в Русия.
- Основана е Обединена българска банка.
- Основана е полската метъл група Грейвланд.
- Основана е социалдемократическата политическа партия в Израел Мерец.
- Основана е телевизия СКАТ.
- Основана е финландската хардрок група Лорди.
- Основано е издателство Кралица Маб.
- Основано е издателство Светра.
- Основано е издателство Труд.
- Създаден е Природен парк „Рилски манастир“.
- Създадена е германската метъл група Едгай.
- Състои се премиерата на американския филм „Двойно острие“.
- Състои се премиерата на американския филм „Единствено ти“.
- Състои се премиерата на британския филм „Човекът от гарата“.
- януари – Състои се премиерата на американския криминален филм „Бащи и синове“.
- 9 януари – Основана е Република Сръбска, една от трите съставни части на Босна и Херцеговина.
- 10 януари – Състои се премиерата на американския трилър „Ръката, която люлее люлката“.
- 12 януари – 19 януари –президентски избори в България
- 15 януари – България става първата страна в света, признала независимостта на Босна и Херцеговина.
- 16 януари – С мирен договор се поставя край на 12-годишната гражданска война в Салвадор, взела 75 000 жертви.
- 17 януари – Състои се премиерата на американския драматичен филм „Juice“.
- 20 януари – Основан е арменският футболен клуб Бананц от град Ереван.
- 20 януари – Полет 148 на „Еър Интер“ се разбива в планина близо до Страсбург, Франция и убива 87 от 96-те души на борда.
- 24 януари – Основан е чилийският футболен клуб Депортес Мелипия.
- 26 януари – Президентът на Русия Борис Елцин обявява, че американските градове вече не са прицел на руските ядрени ракети.
- 31 януари – Състои се премиерата на американския драматичен филм „Проблясък“.
- 4 февруари – Уго Чавес оглавява неуспешно войнишко въстание във Венецуела срещу тогавашния президент Карлос Андре Перес, загиват стотици хора.
- 7 февруари – В Маастрихт е подписан Маастрихтският договор, с който се създава Европейският съюз.
- 7 февруари – Състои се премиерата на американския трилър „Последен анализ“.
- 8 февруари – Започват XVI зимни олимпийски игри в Албервил, Франция, като официалното закриване е на 23 февруари.
- 10 февруари – Състои се премиерата на българския игрален драматичен филм „Живот на колела“.
- 11 февруари – Започват полетите на българската товарна авиокомпания Ер София.
- 13 февруари – Основан е бразилският град Монти Негро.
- 14 февруари – Състои се премиерата на американски филм „Светът на Уейн“.
- 19 февруари – Утвърден е гербът на Украйна.
- 20 февруари – Основана е Английската висша лига.
- 21 февруари – Състои се премиерата на американския филм „Радио Флайър“.
- 24 февруари – Създаден е Централният рилски резерват и Национален парк Рила.
- 25 февруари – Общинският съвет на София взема решение за разрушаване на Мавзолея на Георги Димитров.
- 25 февруари – Създадена е Федерална космическа агенция в Русия.
- 1 март – Започва XLIII Световен шампионат на Формула 1.
- 1 март – Босна и Херцеговина провежда референдум за отделяне от Социалистическа федеративна република Югославия.
- 3 март – Основана е Република Република Босна и Херцеговина, просъществувала до 1997 г.
- 6 март – Състои се премиерата на американския филм „Гладиатор“.
- 6 март – Състои се премиерата на американския филм „Човекът с косачката“.
- 10 март – Основан е японският професионален футболен отбор Урава Ред Дайъмъндс.
- 12 март – Състои се сватбата на Уорън Бийти и Анет Бенинг.
- 13 март – Състои се премиерата на американския филм „Братовчед ми Вини“.
- 13 март – Състои се премиерата на американския филм „Клоунът Шейкс“.
- 13 март – Състои се премиерата на американския филм „Член 99“.
- 16 март – Завърналата се от емиграция Анастасия Мозер е избрана за председател на БЗНС Никола Петков.
- 16 март – Основана е Демократическата партия на сърбите в Македония.
- 17 март – Самоубийствен атентат с кола-бомба взривява посолството на Израел в Буенос Айрес (Аржентина), загиват 29 души и са ранени 242.
- 20 март – Състои се премиерата на американския еротичен трилър „Първичен инстинкт“.
- 22 март – Самолетът при полет 405 на „Ю Ес Еър“ се разбива малко след излитане от летище „Ла Гуардия“, Ню Йорк и убива 27 от общо 51 души на борда. Катастрофата довежда до редица изследвания за ефекта, който ледът оказва върху самолетите.
- 25 март – Космонавтът Сергей Крикальов се завръща на Земята след близо 10-месечен престой на борда на орбиталната станция Мир.
- 30 март – Провежда се Шестдесет и четвъртата церемония по връчване на филмовите награди „Оскар“.
- 30 март – Състои се премиерата на американския филм „Сенки и мъгла“.
- април – Създадена е Комунистическата партия на Македония.
- 1 април – Стартира телевизия „Дойче веле“.
- 3 април – Състои се премиерата на американската комедия „Бетовен“.
- 3 април – Състои се премиерата на американския уестърн „Гръмотевично сърце“.
- 3 април – Състои се премиерата на американския сатиричен филм „Играчът“.
- 6 април – Започва Войната в Босна и Херцеговина.
- 6 април – Състои се премиерата на българския игрален драматичен филм „Лошо момче“.
- 8 април – По предложение на Романо юнион ООН и Европейския съюз обявяват 8 април за Международен ден на ромите.
- 10 април – Състои се премиерата на американския анимационен филм „Фърнгъли: Последната екваториална гора“.
- 13 април – Излиза първият брой на вестник Континент.
- 15 април – Виетнамският парламент приема нова конституция.
- 15 април – Състои се премиерата на френския романтичен филм „Индокитай“.
- 23 април – В Пекин (Китай) е открит най-големият в света ресторант от веригата Макдоналдс (700 места).
- 23 април – Приет е Закон за приватизацията на държавните предприятия в България.
- 24 април – Състои се премиерата на американския криминален филм „Бели пясъци“.
- 25 април – Основана е професионална кеч федерация Екстремен шампионат по кеч.
- 27 април – Разпада се Социалистическа федеративна република Югославия и е създадена Съюзна република Югославия.
- 28 април – Основани са бразилските градове Акриландия и Епитасиоландия.
- 28 април – Приета е конституцията на Гана.
- 1 май – Основан е бразилският град Порто Гранди.
- 1 май – Състои се премиерата на българския игрален драматичен филм „Куршум за рая“.
- 3 май – Състои се премиерата на американския психотрилър „Туин Пийкс: Огън, следвай ме“.
- 5 май – С декларация на Народното събрание България признава задължителната юрисдикция на Международния съд в Хага.
- 5 май – Кримският парламент обявява независимостта на Крим и с проведения през август референдум потвърждава този статут.
- 7 май – Руският президент Борис Елцин издава указ, с който образува руското Министерство на отбраната и трансформира всички съветски военни части на територията на Руската СФСР във Въоръжени сили на Руската федерация.
- 7 май – Основан е резерватът Ропотамо.
- 7 май – Космическата совалка Индевър е изстреляна за първи път.
- 13 май – Състои се премиерата на американския филм „Танц по водата“.
- 15 май – Състои се премиерата на американския екшън филм „Смъртоносно оръжие 3“.
- 15 май – Армения, Казахстан, Киргизия, Русия, Таджикистан и Узбекистан подписват в Ташкент договор за колективна сигурност.
- 22 май – Босна и Херцеговина, Хърватия и Словения се присъединяват към ООН.
- 22 май – Състои се премиерата на американския драматичен филм „Далече, далече“.
- 22 май – Състои се премиерата на американския научнофантастичен филм на ужасите „Пришълецът 3“.
- 29 май – Състои се премиерата на американския филм „Систър акт“.
- 30 май – ООН налага ембарго над Съюзна република Югославия.
- юни – Създадено е издателство Обсидиан.
- 4 юни – Образувана е Ингушетия, като субект в състава на Руската Федерация.
- 4 юни – Утвърден е Гербът на Казахстан.
- 5 юни – Състои се премиерата на американския филм „Патриотични игри“.
- 6 юни – Самолетът при полет 201 на „Копа Еърлайнс“ се разбива в Панама и убива всички 47 души на борда.
- 10 юни – Започва IX Европейско първенство по футбол в Швеция.
- 10 юни – Състои се премиерата на българския игрален драматичен филм „Аритмия“.
- 12 юни – Състои се премиерата на американския филм „Лъжовна съпруга“.
- 19 юни – Състои се премиерата на американския филм за супергерои „Батман се завръща“.
- 25 юни – Състои се премиерата на индийския филм „Лудост“.
- 26 юни – Състои се премиерата на американския трилър „Влизане с взлом“.
- 26 юни – Състои се премиерата на американския филм „Зловещо приятелство“.
- 26 юни – Състои се премиерата на американския филм „Инцидент в Оглала“.
- 28 юни – Влиза в сила новата конституция на Естония.
- 1 юли – Основан е футболен клуб Копенхаген в Дания.
- 1 юли – Състои се премиерата на американския филм „Тяхната собствена лига“.
- 1 юли – Състои се премиерата на американския филм „Бумеранг“.
- 2 юли – Утвърден е Гербът на Узбекистан.
- 10 юли – Състои се премиерата на американския филм „Прелюдия към целувка“.
- 10 юли – Състои се премиерата на американския филм „Страхотен свят“ (Cool World).
- 14 юли – Основан е Българският хелзинкски комитет.
- 17 юли – Състои се премиерата на американския филм „Мъжки неприятности“.
- 25 юли – Започват XXV летни олимпийски игри в Барселона, Испания.
- 29 юли – Учредена е Българска асоциация на туристическите агенции (БАТА).
- 31 юли – Състои се премиерата на американския филм „Бъфи, убийцата на вампири“.
- 31 юли – Състои се премиерата на американската комедия „Смъртта ѝ прилича“.
- 31 юли – Полет 311 на „Тай Еъруейс Интернешънъл“ се разбива в планина северно от Катманду, Непал и убива всички 113 души на борда.
- 3 август – Състои се премиерата на американския игрален филм „Непростимо“.
- 10 август – Излиза първи брой на български национален информационен всекидневник Стандарт.
- 12 август – САЩ, Канада и Мексико подписват договор за създаването на Северноамериканската организация за свободна търговия, която обединява двата най-богати пазара в света.
- 14 август – Състои се премиерата на американския трилър „Неомъжена бяла жена“.
- 14 август – С навлизането на грузинската армия в Абхазия започва Грузинско-абхазката война.
- 14 август – С указ на президента Борис Елцин в Русия започва масова (чекова) приватизация.
- 17 август – На гара Казичене при сблъсък между експрес и товарен влак става тежка катастрофа. Загиват осем души, а влаковете са смачкани до неузнаваемост.
- 21 август – Състои се премиерата на американския филм „Христофор Колумб: Откритието“.
- 21 август – Състои се премиерата на американския филм „Безсъние“.
- 24 август – Официално е открит футболният стадион Дева Стейдиъм в Честър, Англия.
- 26 август – Състои се премиерата на американския филм „Последният мохикан“.
- 28 август – Състои се премиерата на американския филм „Меден месец във Вегас“.
- 30 август – Състои се историческата пресконференция на президента на България Жельо Желев, известна като „Боянски ливади“, на която той критикува правителството на Филип Димитров.
- 1 септември – Приета е Конституцията на Словакия, подписана на 3 септември същата година.
- 2 септември – Състои се премиерата на френския драматичен филм „Сърце през зимата“.
- 3 септември – Прието е националното знаме на Словакия.
- 3 септември – Състои се премиерата на американски филм „Жив детонатор“.
- 4 септември – Състои се премиерата на американски сатиричен филм „Боб Робъртс“.
- 4 септември – Тодор Живков е осъден от Върховния касационен съд на България на 7 г. затвор и парична глоба за злоупотреба с държавни средства, но след смъртта му всички обвинения срещу него отпадат.
- 11 септември – Състои се премиерата на американски криминален филм „Проникване“.
- 11 септември – Състои се премиерата на американски драматичен филм „Където денят те отведе“.
- 12 септември – Състои се премиерата на белгийския филм „Това се случи близо до вас“.
- 15 септември – Състои се премиерата на американски криминален филм „Око на обществото“.
- 18 септември – Състои се премиерата на американския психотрилър „Играчка-плачка“.
- 18 септември – Състои се премиерата на българския игрален драматичен филм „Вампири, таласъми“.
- 18 септември – Състои се премиерата на романтична трагикомедия „Съпрузи и съпруги“.
- 22 септември – Прието е националното знаме на Кабо Верде.
- 23 септември – Състои се премиерата на американския филм „Господин събота вечер“.
- 25 септември – Изстрелян е Марс Обзървър.
- 28 септември – Самолет при полет 268 на „Пакистан Интернешънъл Еърлайнс“ се разбива в хълм в Непал и убива всички 167 пътници и екипаж.
- 1 октомври – Стартира Cartoon Network.
- 1 октомври – Създадена е Държавната агенция за българите в чужбина.
- 1 октомври – В Литва е въведена нова парична единица, наречена лит.
- 2 октомври – Състои се премиерата на американския драматичен филм „Герой“.
- 2 октомври – Състои се премиерата на американския драматичен филм „Гленгъри Глен Рос“.
- 2 октомври – Състои се премиерата на американския драматичен филм „За мишките и хората“.
- 5 октомври – Излиза първи брой на независимия вестник Екип7.
- 9 октомври – Състои се премиерата на американския екшън филм „Под обсада“.
- 9 октомври – Състои се премиерата на американския филм „Там тече река“.
- 15 октомври – Стартира радио FM+.
- 16 октомври – Състои се премиерата на американския криминален филм „По взаимно съгласие“.
- 23 октомври – Състои се премиерата на американския криминален трилър „Глутница кучета“.
- 23 октомври – Състои се премиерата на американския криминален трилър „В затруднение“.
- 23 октомври – Министър-председателят на Израел Бенджамин Нетаняху и палестинският лидер Ясер Арафат сключват договор „земя срещу мир“.
- 28 октомври – Министър-председателят на България Филип Димитров не получава вот на доверие от Народното събрание и подава оставката на правителството.
- 6 ноември – Състои се премиерата на американския филм „Дженифър 8“.
- 13 ноември – Състои се премиерата на американския филм на ужасите „Дракула“.
- 13 ноември – Състои се премиерата на американския филм „Любовен еликсир № 9“.
- 15 ноември – Състои се премиерата на американската комедия „Сам вкъщи 2: Изгубен в Ню Йорк“.
- 24 ноември – Самолет при полет 3943 на „Чайна Саутерн Еърлайнс“ се разбива и убива всички 141 души на борда.
- 25 ноември – Прието е националното знаме на Таджикистан.
- 25 ноември – Парламентът на Чехословакия одобрява разделянето на държавата на Чехия и Словакия, считано от 1 януари 1993 г.
- 25 ноември – Състои се премиерата на американския анимационен филм „Аладин“.
- 25 ноември – Състои се премиерата на американския драматичен филм „Бодигард“.
- 4 декември – Състои се премиерата на американския драматичен филм „Изисканият джентълмен“.
- 4 декември – Състои се премиерата на испанската комедия „Бел епок“.
- 6 декември – 6 декември, Никулден, е обявен за официален празник на морския град Бургас.
- 6 декември – В референдум населението на Швейцария отхвърля плана на правителството държавата да се присъедини към Европейския съюз.
- 9 декември – Състои се премиерата на американския драматичен филм „Доблестни мъже“.
- 9 декември – Състои се премиерата на американския филм „Вреда“.
- 11 декември – Състои се премиерата на американския драматичен филм „Вечно млад“.
- 11 декември – Състои се премиерата на американския куклен филм „Коледната песен на мъпетите“.
- 11 декември – Състои се премиерата на американския драматичен филм „Поле на любовта“.
- 14 декември – Излиза първи брой на български национален информационен всекидневник Новинар.
- 15 декември – Основано е радио Веселина.
- 16 декември – Приета е Конституцията на Чехия.
- 16 декември – Състои се премиерата на американския филм „Уморени хора“.
- 18 декември – Състои се премиерата на американския филм „Играчки“.
- 18 декември – Състои се премиерата на американския филм „Малкълм Екс“.
- 18 декември – Състои се премиерата на американския филм „Скок на вярата“ (Leap of Faith).
- 18 декември – Състои се премиерата на американския филм „Чаплин“.
- 22 декември – По време на захода за международното летище в Триполи, „Боинг 727-2L5“ при полет 1103 на „Либиян Араб Еърлайнс“, се сблъсква във въздуха с „МиГ-23UB“ на либийските ВВС, при което загиват 159 души.
- 23 декември – Състои се премиерата на американския драматичен филм „Усещане за жена“.
- 25 декември – Състои се премиерата на американския биографичен филм „Хофа“.
- 30 декември – НС избира за министър-председател на България професор Любен Беров от мандата на ДПС.
- 30 декември – Състои се премиерата на американския филм „Маслото на Лоренцо“.

## Родени

#### Януари
- 1 януари
  - Джак Уилшър, английски футболист
  - Емануил Манев, български футболист
- 2 януари – Исабела Холанд, австралийска тенисистка
- 3 януари – Цветелин Тонев, български футболист
- 9 януари – Едон Хасани, албански футболист
- 10 януари
  - Даниел Годели, албански щангист
  - Иван Ангелов, български футболист
- 11 януари – Даниел Карвахал, испански футболист
- 12 януари – Джоел Кембъл, костарикански футболист
- 13 януари – Дина Пфиценмайер, германска тенисистка
- 17 януари – Антон Карачанаков, български футболист
- 19 януари – Лоуган Лърман, американски актьор
- 28 януари – Борис Кашев, български актьор

#### Февруари
- 3 февруари
  - Борислав Николов, български футболист
  - Николай Минчев, български футболист
- 5 февруари – Неймар, бразилски футболист
- 6 февруари – Жозе Родолфо Пиреш Рибейро, бразилски футболист
- 7 февруари – Сержи Роберто, испански футболист
- 9 февруари – Димитър Георгиев, български футболист
- 11 февруари – Тейлър Лаутнър, американски актьор
- 14 февруари – Фреди Хаймор, английски актьор
- 17 февруари – Меган Мартин, американска актриса
- 19 февруари
  - Георги Миланов, български футболист
  - Илия Миланов, български футболист
  - Неда Спасова, българска актриса
- 20 февруари – Настася Бърнет, италианска тенисистка
- 23 февруари
  - Каземиро, бразилски футболист
  - Кирякос Пападопулос, гръцки футболист
- 26 февруари – Демет Йоздемир, турска актриса

#### Март
- 6 март – Момоко Цугунага, японска певица
- 10 март
  - Емили Озмънт, американска актриса и изпълнителка
  - Иван Стоянов, български футболист
- 12 март – Благомир Мастагарков, български модел и футболист
- 13 март – Кая Скоделарио, британска актриса
- 15 март – Джереми де Ноойер, български футболист
- 20 март – Лара Аруабарена-Весино, испанска тенисистка
- 21 март – Каролина Плишкова, чешка тенисистка
- 22 март – Джеси Андрюс, американска порнографска актриса
- 25 март – Ерик Ламела, аржентински футболист
- 30 март – Димитър Благов, български футболист

#### Април
- 7 април – Алексис Джордан, американска поп изпълнителка
- 10 април – Наджиб Амари, алжирски футболист
- 14 април – Йордан Йорданов, български футболист
- 15 април – Кимбърли дос Рамос, венецуелска актриса
- 17 април – Атанас Димитров, български футболист
- 18 април
  - Клоуи Бенет, американска актриса
  - Георги Терзиев, български футболист
  - Светослав Диков, български футболист
- 21 април – Иско, испански футболист
- 24 април – Ангел Каишев, български футболист
- 29 април – Гаел Н'лундулу, френски футболист
- 30 април – Марк-Андре тер Щеген, германски футболист

#### Май
- 2 май – Мария Тереса Торо Флор, испанска тенисистка
- 5 май – Сергей Георгиев, български футболист
- 6 май – Касандра Никс, американска порнографска актриса
- 11 май
  - Кристина Макхейл, американска тенисистка
  - Тибо Куртоа, белгийски футболист
- 12 май
  - Ерик Дурм, германски футболист
  - Малкълм Дейвид Кели, американски актьор
- 14 май – Седеф Шахин, турска актриса
- 18 май – Фернандо Пачеко, испански футболист
- 19 май – Хедър Уотсън, британска тенисистка
- 21 май – Диего Фераресо, бразилски футболист
- 22 май – Чинами Токунага, японска певица

#### Юни
- 1 юни – Константин Генков, български футболист
- 3 юни – Марио Гьоце, германски футболист
- 6 юни – Хьона, южнокорейска певица
- 10 юни – Иван Горанов, български футболист
- 11 юни – Александър Ханджийски, български футболист
- 12 юни – Филипе Коутиньо, бразилски футболист
- 15 юни – Валентин Веселинов, български футболист
- 20 юни – Константина Петрова, български икономист и политик
- 21 юни – Спас Георгиев, български футболист
- 24 юни – Давид Алаба, австрийски футболист

#### Юли
- 1 юли
  - Мия Малкова, американска порнографска актриса
  - Серенай Саръкая, турска актриса и модел
- 3 юли – Мааса Судо, японска певица
- 5 юли – Алберто Морено, испански футболист
- 6 юли – Иван Христов (футболист), български футболист
- 15 юли
  - Кохару Кусуми, японска поп изпълнителка (от Морнинг Мусуме)
  - Онисифорос Русиас, кипърски футболист
- 16 юли – Климент Шопов, български политик
- 20 юли – Люка Дин, френски футболист
- 22 юли – Селена Гомез, американска актриса и певица
- 27 юли – Николай Недков, български футболист

#### Август
- 4 август – Кол и Дилан Спраус, американски близнаци актьори
- 13 август – Лукаш Моура, бразилски футболист
- 17 август – Пейдж, английска професионална кечистка
- 18 август – Милен Кикарин, български футболист
- 20 август
  - Деми Ловато, американска актриса и певица
  - Неслихан Атагюл, турска актриса
- 24 август – Мартин Симеонов, български футболист
- 25 август – Мияби Нацуяги, японска певица

#### Септември
- 7 септември – Гизем Караджа, турска актриса и модел
- 16 септември – Ник Джонас, американски изпълнител
- 20 септември
  - Петер Превц, словенски ски скачач
  - Сафура Ализаде, азербайджанска певица
- 22 септември – Габриел Ферейра, бразилски футболист
- 28 септември
  - Паула Ормаечеа, аржентинска тенисистка
  - Скай Маккоул Бартусяк, американска актриса († 2014 г.)

#### Октомври
- 5 октомври – Мерседес Ламбре, аржентинска актриса
- 9 октомври – Георги Димитров, български футболист
- 12 октомври – Джош Хъчърсън, американски актьор
- 13 октомври – Шелби Роджърс, американска тенисистка
- 16 октомври – Ангел Грънчов, български футболист
- 20 октомври
  - Димитър Косев, български диригент и пианист
  - Матия Де Шильо, италиански футболист
  - Бърнард Томич, австралийски тенисист
- 23 октомври – Алваро Мората, испански футболист
- 27 октомври – Стефан Ел Шаарави, италиански футболист
- 28 октомври – Ирина Митева, българска актриса

#### Ноември
- 2 ноември – Сергиу Буш, румънски футболист
- 3 ноември – Алперен Дуймаз, турски актьор и модел
- 5 ноември – Марко Верати, италиански футболист
- 11 ноември – Джулия Бочева, българска актриса и певица
- 12 ноември – Годфред Бекое, ганайски футболист
- 15 ноември – Джоди Лукоки, конгоанско-нидерландски футболист († 2022 г.)
- 21 ноември – Александър Дамчевски, македонски футболист
- 23 ноември – Майли Сайръс, американска актриса и певица

#### Декември
- 1 декември – Марко ван Гинкел, нидерландски футболист
- 3 декември – Даниел Абт, германски автомобилен състезател
- 6 декември – Бирсент Карагарен, български футболист
- 8 декември – Александър Колев, български футболист
- 14 декември – Рьо Мияичи, японски футболист
- 15 декември – Алекс Телес, бразилски футболист
- 18 декември – Бриджит Мендлър, американска актриса и изпълнителка
- 20 декември – Янаки Смирнов, български футболист
- 24 декември – Луи Томлинсън, британски поп певец
- 25 декември – Мариос Деметриу, кипърски футболист

## Починали
- Георги Бахчеванов, български актьор (* 1944 г.)
- Димитър Боновски, български скулптор (* 1927 г.)
- Димитър Данаилов, български писател (* 1921 г.)
- Иван Масларов, български политик, деец на БКП (* 1912 г.)
- Маргит Херц-Хохенберг, австрийски психоаналитик (* 1898 г.)
- Маша Белмустакова, българска народна певица (* 1906 г.)
- Мориц Йомтов, български биохимик (* 1921 г.)
- Пиер Дако, белгийски психоаналитик (* 1917 г.)
- Джемал Маловчич, босненски народен певец (* 1947 г.)

#### Януари
- януари – Иван Умленски, български учен (* 1917 г.)
- 1 януари
  - Грейс Хопър, контраадмирал и програмистка (* 1906 г.)
  - Милен Пенев, български актьор (* 1943 г.)
  - Оскар Мунцел, германски офицер (* 1899 г.)
- 2 януари – Иван Недев, български политик (* 1918 г.)
- 16 януари
  - Димитър Казаков, български художник (* 1933 г.)
  - Еким Бончев, български геолог (* 1907 г.)
- 18 януари – Петър Стъпов, български писател (* 1910 г.)
- 26 януари – Хосе Ферер, пуерторикански актьор (* 1912 г.)
- 27 януари – Сали Мугабе, първа дама на Зимбабве (1980 – 92) (* 1931 г.)
- 28 януари – Куно Ребер, швейцарски писател (* 1922 г.)
- 29 януари – Уили Диксън, американски музикант (* 1915 г.)

#### Февруари
- февруари – Рьоне Елд, френски психиатър (* 1897 г.)
- 4 февруари – Христо Христов, български историк (* 1915 г.)
- 7 февруари – Анани Анев, български актьор (* 1915 г.)
- 16 февруари – Абас ал-Мусауи, ливански политик (* 1952 г.)
- 15 февруари
  - Тодор Божинов, български политик (* 1931 г.)
  - Уилям Шуман, американски композитор (* 1910 г.)
- 22 февруари – Петър Динеков, български литературен историк и фолклорист (* 1910 г.)
- 27 февруари
  - Алгирдас Жулиен Греймас, френски учен (* 1917 г.)
  - Самюъл Хаякава, американски учен (* 1906 г.)

#### Март
- 1 март – Мари Деа, френска актриса (* 1912 г.)
- 3 март
  - Добривое Видич, югославски партизанин (* 1918 г.)
  - Лела Ломбарди, единствената жена – пилот във Формула 1 (* 1943 г.)
- 9 март – Менахем Бегин, израелски политик (* 1913 г.)
- 11 март – Ричард Брукс, американски режисьор (* 1912 г.)
- 12 март – Александър Христов, български футболист (* 1904 г.)
- 13 март
  - Лъчезар Станчев, български поет (* 1908 г.)
  - Петър Коледаров, български историк (* 1922 г.)
- 16 март – Ив Рокар, френски физик (* 1903 г.)
- 23 март – Фридрих Хайек, австрийски икономист (* 1899 г.)

#### Април
- 4 април – Самуел Решевски, американски шахматист (* 1911 г.)
- 6 април – Айзък Азимов, американски писател от руски произход (* 1920 г.)
- 7 април – Хорст Нимак, германски генерал (* 1909 г.)
- 8 април
  - Даниел Бове, италиански фармоколог, Нобелов лауреат през 1957 г. (* 1907 г.)
  - Кете Хамбургер, германска литературна историчка и философка (* 1896 г.)
- 9 април – Алфред Шклярски, полски писател (* 1912 г.)
- 10 април – Питър Денис Мичъл, британски биохимик (* 1920 г.)
- 13 април
  - Благой Попов, югославски политик (* 1920 г.)
  - Йордан Касабов, български физик (* 1928 г.)
- 15 април – Александър Матковски, историк от Република Македония (* 1922 г.)
- 19 април – Емил Георгиев, български композитор (* 1926 г.)
- 20 април – Бени Хил, английски комик (* 1924 г.)
- 23 април – Сатяджит Рей, индийски режисьор (* 1921 г.)
- 27 април – Оливие Месиен, френски композитор (* 1908 г.)
- 28 април
  - Парашкев Хаджиев, български композитор (* 1912 г.)
  - Френсис Бейкън, ирландски художник (* 1909 г.)
- 30 април – Димитър Екзеров, български политик (* 1919 г.)

#### Май
- 5 май – Жан-Клод Паскал, френски певец (* 1927 г.)
- 6 май – Марлене Дитрих, германско-американска актриса и певица (* 1901 г.)
- 7 май – Кирил Станков, български футболист (* 1949 г.)
- 8 май – Сергей Образцов, руски артист (* 1901 г.)
- 13 май
  - Ванда Руткевич, полска алпинистка (* 1943 г.)
  - Гизела Елснер, германска писателка (* 1937 г.)
- 19 май – Йоан Кутова, румънски поет (* 1919 г.)
- 22 май – Зелиг Харис, американски езиковед (* 1909 г.)
- 23 май – Джовани Фалконе, италиански юрист (* 1939 г.)
- 27 май – Майкъл Толбът, американски писател (* 1953 г.)
- 30 май – Карл Карстенс, германски политик (* 1914 г.)

#### Юни
- 7 юни – Димитър Тишин, български писател (* 1913 г.)
- 15 юни – Лев Гумильов, руски географ, историк и философ (* 1912 г.)
- 21 юни – Жоан Фусте, испански писател (* 1922 г.)
- 25 юни – Джеймс Стърлинг, британски архитект (* 1926 г.)
- 28 юни – Михаил Тал, латвийски шахматист (* 1936 г.)

#### Юли
- 1 юли – Владимир Янчев, български режисьор (* 1930 г.)
- 2 юли – Борислав Пекич, сръбски писател (* 1930 г.)
- 4 юли – Астор Пиацола, аржентински музикант (* 1921 г.)
- 9 юли – Васил Пеевски, български геодезист (* 1905 г.)
- 12 юли – Цветан Николов, българския писател (* 1925 г.)
- 13 юли – Хайнрих Ебербах, германски офицер (* 1895 г.)
- 17 юли – Теменужка Павлевчева, български политик (* 1925 г.)
- 19 юли
  - Паоло Борселино, италиански юрист (* 1940 г.)
  - Алън Нурс, американски лекар и писател (* 1928 г.)
- 20 юли – Боян Мирчев, български журналист (* 1900 г.)
- 21 юли – Петър Танчев, български политик (* 1920 г.)
- 29 юли – Йован Рашкович, хърватски политик (* 1929 г.)

#### Август
- 1 август – Маргарита Алигер, руска поетеса (* 1915 г.)
- 6 август – Иван Богданов, български писател (* 1910 г.)
- 10 август – Ариберт Хайм, германски офицер (* 1914 г.)
- 12 август – Джон Кейдж, американски композитор (* 1912 г.)
- 18 август – Джон Стърджис, американски кинорежисьор (* 1910 г.)
- 26 август – Кирил Клисурски, български политик (* 1906 г.)
- 29 август – Феликс Гатари, френски активист, психотерапевт и философ (* 1930 г.)

#### Септември
- 1 септември – Пьотър Ярошевич, полски политик (* 1909 г.)
- 2 септември – Барбара Макклинтък, американска генетичка, носителка на Нобелова награда (* 1902 г.)
- 5 септември
  - Димитър Воев, български поет и музикант (* 1965 г.)
  - Фриц Лейбър, американски писател (* 1910 г.)
- 10 септември – Георге Гъма, румънски актьор (* 1917 г.)
- 12 септември – Антъни Пъркинс, американски актьор (* 1932 г.)

#### Октомври
- Сотир Костов, български художник (* 1914 г.)
- 4 октомври – Денис Хълм, новозеландски автомобилен състезател (* 1936 г.)
- 6 октомври
  - Георги Серкеджиев, български офицер (* 1922 г.)
  - Денъм Елиът, британски актьор (* 1922 г.)
- 7 октомври – Демир Янев, български политик (* 1910 г.)
- 8 октомври
  - Вили Бранд, германски политик, носител на Нобелова награда (* 1913 г.)
  - Азиз Назан, индийски певец на плейбек (* 1938 г.)
- 9 октомври – Веселин Бешевлиев, български историк и филолог (* 1900 г.)
- 12 октомври – Георги Хаджиев, български анархист (* 1906 г.)
- 16 октомври – Шърли Бут, американска актриса (* 1898 г.)
- 28 октомври – Камен Попдимитров, български цигулар и музикален педагог (* 1904 г.)

#### Ноември
- 2 ноември – Трайко Запрянов, български невролог (* 1904 г.)
- 7 ноември – Александър Дубчек, словашки политик (* 1921 г.)
- 9 ноември – Веселин Бешевлиев, български историк (* 1900 г.)
- 14 ноември – Ернст Хапел, австрийски футболист и треньор (* 1925 г.)
- 23 ноември – Жан-Франсоа Тириар, белгийски политик (* 1922 г.)
- 28 ноември – Франк Арми, американски автомобилен състезател (* 1918 г.)
- 29 ноември – Иван Георгиев, български певец (* 1931 г.)

#### Декември
- 3 декември – Луис Алкориса, мексикански режисьор (* 1918 г.)
- 7 декември – Георги Пирински, български политик (* 1901 г.)
- 9 декември – Петър Чернев, български поп певец и композитор (* 1943 г.)
- 14 декември – Емил Павлов, български композитор (* 1924 г.)
- 17 декември – Дана Андрюс, американски актьор (* 1909 г.)
- 20 декември – Васил Хаджикимов, български революционер (* 1903 г.)
- 21 декември – Албърт Кинг, американски блус китарист (* 1923 г.)
- 24 декември – Ани Катан-Розенберг, австрийски психоаналитик (* 1898 г.)
- 24 декември – Пейо, белгийски автор на комикси (* 1928 г.)
- 27 декември – Иван Милчев, български поет (* 1910 г.)

## Нобелови награди
- Физика – Жорж Шарпак
- Химия – Рудолф Маркъс
- Физиология или медицина – Едмънд Фишър, Едуин Кребс
- Литература – Дерек Уолкот
- Мир – Ригоберта Менчу
- Икономика – Гари Бекър